# Lekkoatletyka na Letnich Igrzyskach Olimpijskich 1908 – rzut młotem mężczyzn
Rzut młotem był jedną z konkurencji lekkoatletycznych na Letnich Igrzyskach Olimpijskich 1908 w Londynie odbyła się w dniu 14 lipca 1908. Uczestniczyło 19 zawodników z 8 krajów.

## Rekordy
Rekordy świata i olimpijskie przed rozegraniem konkurencji.
| Rekord świata     | 53,38 m (*) | John Flanagan | Torrington (USA)  | 20 czerwca 1908  |
| Rekord olimpijski | 51,23 m     | John Flanagan | Saint Louis (USA) | 29 sierpnia 1904 |

(*) - nieoficjalny

## Wyniki
| Miejsce | Zawodnik              | Państwo              | Rezultat |
| ------- | --------------------- | -------------------- | -------- |
| 1       | John Flanagan         | Stany Zjednoczone    | 51,92 m  |
| 2       | Matt McGrath          | Stany Zjednoczone    | 51,18 m  |
| 3       | Con Walsh             | Kanada               | 48,51 m  |
| 4       | Tom Nicolson          | Wielka Brytania      | 48,09 m  |
| 5       | Lee Talbott           | Stany Zjednoczone    | 47,86 m  |
| 6       | Marquis Horr          | Stany Zjednoczone    | 46,94 m  |
| 7       | Simon Gillis          | Stany Zjednoczone    | 45,59 m  |
| 8       | Eric Lemming          | Szwecja              | 43,06 m  |
| 9       | Alan Fyffe            | Wielka Brytania      | 37,35 m  |
| 10-19   | Harald Agger          | Dania                | b.d      |
| 10-19   | István Mudin          | Węgry                | b.d      |
| 10-19   | Henry Leeke           | Wielka Brytania      | b.d      |
| 10-19   | Robert Lindsay-Watson | Wielka Brytania      | b.d      |
| 10-19   | Ernest May            | Wielka Brytania      | b.d      |
| 10-19   | John Murray           | Wielka Brytania      | b.d      |
| 10-19   | Robert Olsson         | Szwecja              | b.d      |
| 10-19   | Benjamin Sherman      | Stany Zjednoczone    | b.d      |
| 10-19   | Ludwig Uettwiller     | Cesarstwo Niemieckie | b.d      |
| 10-19   | Julius Wagner         | Szwajcaria           | b.d      |